# Lachnoptera pallens
Lachnoptera pallens är en fjärilsart som beskrevs av Abel Dufrane 1945. Lachnoptera pallens ingår i släktet Lachnoptera och familjen praktfjärilar. Inga underarter finns listade i Catalogue of Life.